# Call Me Baby
"Call Me Baby" é uma canção do grupo masculino sino-coreano Exo contida em seu segundo álbum de estúdio Exodus. Ela foi lançada em 28 de março de 2015 em duas versões linguísticas, coreana e mandarim, como single do álbum. "Call Me Baby" foi muito bem sucedida, recebendo dezoito prêmios de programas musicais e vendendo mais de um milhão de cópias mundialmente.

## Lançamento e promoção
Para as promoções do terceiro álbum de estúdio do grupo, EXODUS, foi lançado no YouTube uma série de vídeos titulada "Pathcode", onde é apresentado todos os integrantes do EXO em várias localizações diferentes. As primeiras letras dos nomes desses locais—Colorado, Arizona, Londres, Lyon, Marselha, Edimburgo, Barcelona, Almaty, Berlin e Yunnan—soletram "Call Me Baby", a faixa-título do álbum. Ela foi lançada três dias antes do lançamento do álbum, em 27 de março, devido à versões vazadas da canção. EXO começou a promover a canção em programas musicais em 2 de abril de 2015, iniciando-as no M! Countdown. Após a coletiva de imprensa para o lançamento do álbum, o integrante Tao tornou-se inativo das atividades do grupo, mais tarde saindo do mesmo, fazendo de "Call Me Baby" o último single do grupo com sua participação.

## Vídeo musical
Os vídeos musicais nas versões coreana e mandarim para "Call Me Baby" foram lançados em 30 de março de 2015. Ambos vídeos apresentam principalmente o grupo performando a coreografia da canção em um cenário de armazém com um fundo branco, gravados com a impressão de um único take.
A versão coreana foi o terceiro vídeo de K-pop mais visualizado no YouTube em 2015, tendo ultrapassado 4 milhões de visualizações em suas primeiras 24 horas de lançamento. Desde então, ela alcançou mais de 100 milhões de visualizações.

## Recepção
Escrevendo para a Billboard, Jeff Benjamin comentou que, enquanto "Call Me Baby" "soa totalmente inspirada no som dos anos 90/início da década de 1990", EXO "não está apenas trazendo a sensação nostálgica, mas o fazendo em uma intensidade de 200 por cento." A canção alcançou a segunda posição tanto na Parada Digital do Gaon quanto na parada de Canções Digitais Mundiais da Billboard. Ela também alcançou a 98º posição da Canadian Billboard Hot 100, fazendo do EXO o primeiro grupo de K-pop e segundo artista coreano a entrar na parada canadense. "Call Me Baby" recebeu dezoito prêmios de programas musicais e tornou-se a segunda canção de K-pop mais premiada de todos os tempos.  Ela foi indicada para Canção do Ano no Mnet Asian Music Awards 2015 e foi nomeada a nona melhor canção de K-pop de 2015 pela Billboard.

## Desempenho nas paradas
| Parada (2015)                         | Melhor posição |
| ------------------------------------- | -------------- |
| Coreia do Sul (Gaon)                  | 2              |
| Canções Digitais Mundiais (Billboard) | 2              |
| Canadian Hot 100 (Billboard)          | 98             |

| Parada (2015)        | Melhor posição |
| -------------------- | -------------- |
| Coreia do Sul (Gaon) | 2              |

| Parada (2015)        | Melhor posição |
| -------------------- | -------------- |
| Coreia do Sul (Gaon) | 7              |

## Vendas
| Região                | Vendas     |
| --------------------- | ---------- |
| Coreia do Sul (Gaon)  | 1,229,566+ |
| Estados Unidos (RIAA) | 5,000+     |
| Canadá (Music Canada) | 200+       |